# برايان ماكليود
برايان ماكليود هو كاتب أغاني ومنتج أسطوانات كندي، ولد في 25 يونيو 1952 في هاليفاكس في كندا، وتوفي في 25 أبريل 1992 في فانكوفر في كندا بسبب سرطان الرئة.

## وصلات خارجية
- برايان ماكليود على موقع IMDb (الإنجليزية)
- برايان ماكليود على موقع ميوزك برينز (الإنجليزية)
- برايان ماكليود على موقع ديسكوغز (الإنجليزية)